# Youcef Laouafi
Youcef Laouafi (Skikda, 1 de marzo de 1996) es un futbolista argelino que juega en la demarcación de lateral izquierdo para el CR Belouizdad de la Championnat National de Première Division.

## Selección nacional
Hizo su debut con la selección de fútbol de Argelia en un partido del Campeonato Africano de Naciones de 2022 contra Libia que finalizó con un resultado de 1-0 a favor del combinado argelino tras el gol de Aymen Mahious.

## Clubes
| Club           | País    | Año       | Partidos | Goles |
| -------------- | ------- | --------- | -------- | ----- |
| CS Constantine | Argelia | 2014      | 1        | 0     |
| MC El Eulma    | Argelia | 2015-2018 | 87       | 6     |
| ES Sétif       | Argelia | 2018-2021 | 65       | 5     |
| ES Sahel       | Túnez   | 2021-2022 | 24       | 1     |
| CR Belouizdad  | Argelia | 2022-     | 21       | 0     |